# بينج جونغ
بينج جونغ (بالصينية: 彭勇) هو مفوض سياسي صيني، ولد في 1954 في Lulong County ‏ في الصين.